# Hřbitovní kostel (Neustadt in Sachsen)
Hřbitovní kostel (označovaný též jako kaple) v Neustadtu in Sachsen (německy Friedhofskirche Neustadt in Sachsen) je funerální stavba spravovaná místní evangelicko-luterskou církevní obcí.

## Historie
Původní hřbitov se rozkládal severně od kostela svatého Jakuba. V 19. století však přestal vyhovovat kapacitně i svým umístěním, roku 1869 byl proto založen nový a starý hřbitov u kostela zanikl. V letech 1900–1901 byl na hřbitově postaven hřbitovní kostel podle plánů německého architekta Theodora Quentina (1851–1905). Kostel spolu se hřbitovem patří Evangelicko-luterské církevní obci Neustadt in Sachsen. Slouží nejen k poslednímu rozloučení se zemřelými, ale také k nepravidelnému pořádání koncertů a konání evangelických bohoslužeb (zvláště v zimním čase). Stavba je chráněnou kulturní památkou s číslem 09253619.

## Popis
Jednolodní funerální chrámová stavba je postavena v novogotickém slohu. Vnější stěny jsou kamenné a podpírají je rovněž kamenné opěráky. Nad průčelím s hlavním vchodem je umístěna rozeta a štít s krucifixem. Nápis nad vchodem zní: Leben wir, so leben wir dem Herrn, sterben wir, so sterben wir dem Herrn. Darum wir leben oder sterben, so sind wir des Herrn. Röm. 14. 7 u 8. (česky „Žijeme-li, žijeme Pánu, umíráme-li, umíráme Pánu. Ať žijeme, ať umíráme, patříme Pánu.“) Okna zakončuje lomený oblouk.

## Galerie

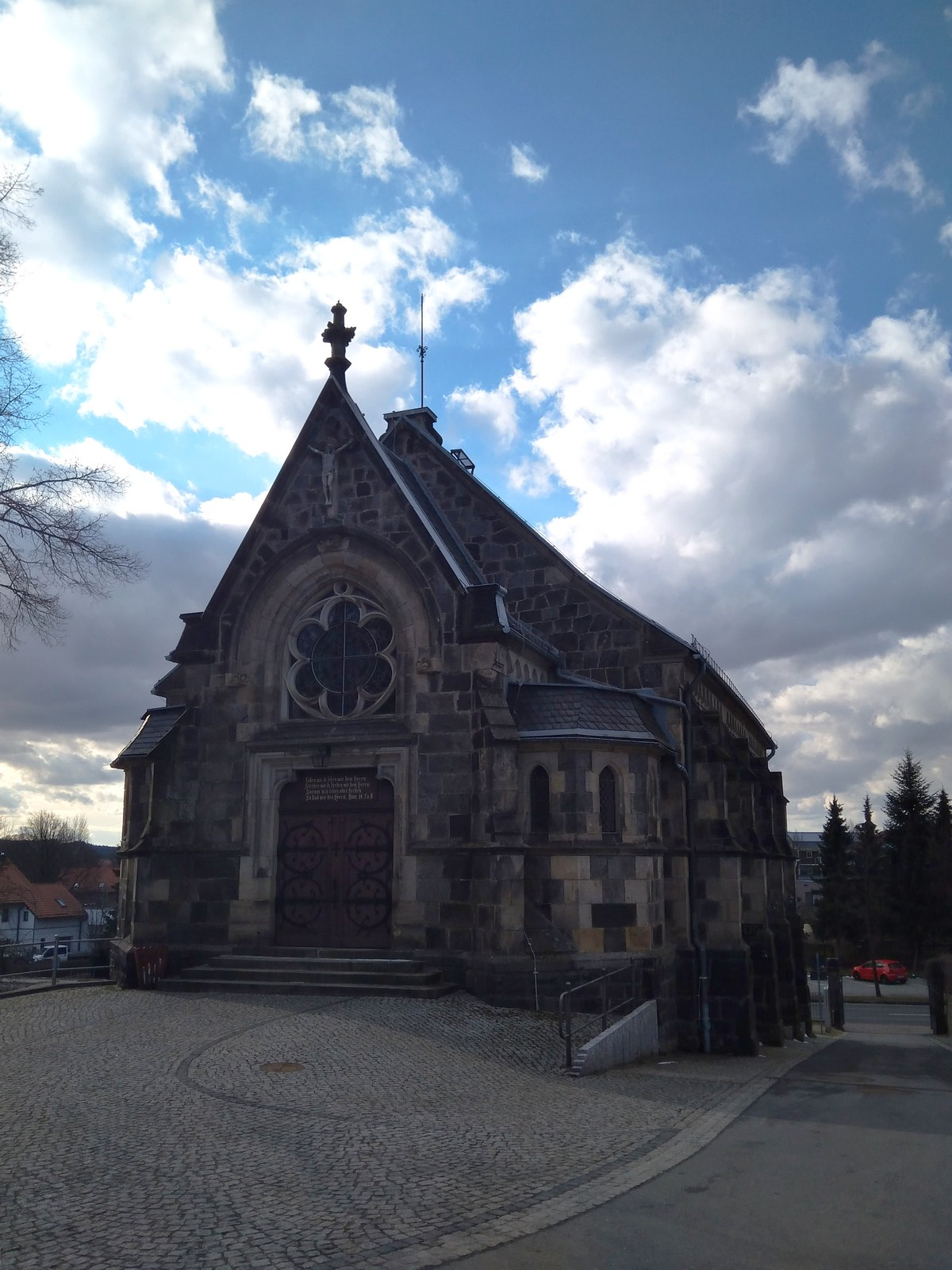
Pohled na průčelí ze hřbitova (2018)
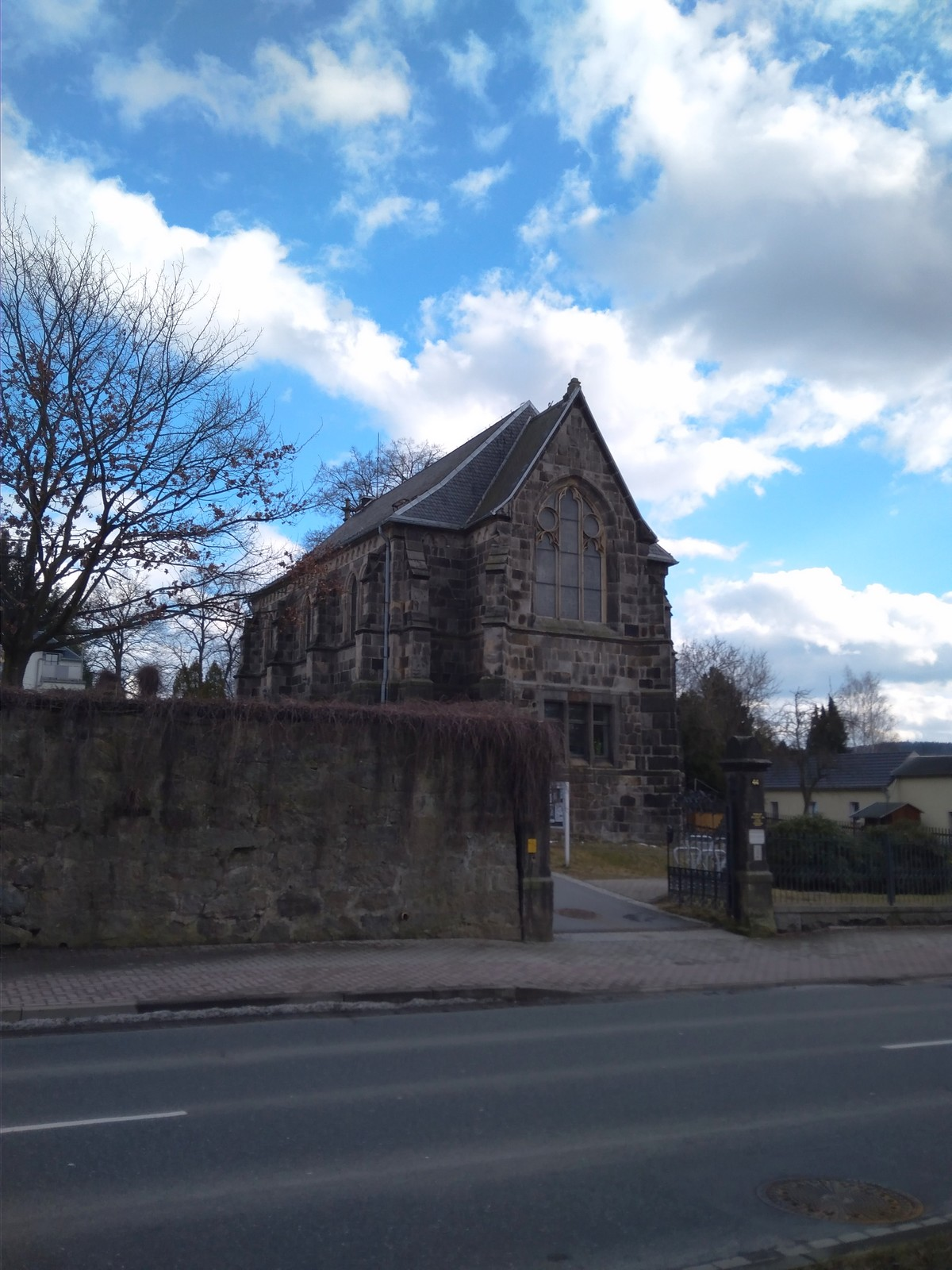
Pohled na závěr kostela z ulice (2018)